# Gruzija na Pjesmi Eurovizije
Gruzija na Eurosongu sudjeluje od 2007. godine. Od 18 nastupa, 8 puta je prošla kroz poluzavršnicu. U završnici 2007. je dobila 12 bodova od Litve.

## Predstavnici
- 2007.: Sofia Halvaši | Visionary dream | 12. mjesto
- 2008.: Diana Gurckaja | Peace will come | 11. mjesto
- 2009.: povukli se s natjecanja
- 2010.: Sofia Nižaradze | Shine | 9. mjesto
- 2011.: Eldrine | One more day | 9. mjesto
- 2012.: Anri Džokhadze | I'm a Joker | 14. mjesto (PF)
- 2013.: Nodiko Tatišvili i Sofia Gelovani | Waterfall | 15. mjesto
- 2014.: The Shin & Mariko | Three Minutes To Earth | 15. mjesto (PF)
- 2015.: Nina Sublati | Warrior | 11. mjesto
- 2016.: Nika Kočarov & Young Georgian Lolitaz | Midnight Gold | 20. mjesto
- 2017.: Tamara Gačeciladze | Keep the faith | 11. mjesto (PF)
- 2018.: Ethno-Jazz Band Iriao | For You | 18. mjesto (PF)
- 2019.: Oto Nemsadze | Keep on going | 14. mjesto (PF)
- 2020.: Tornike Kipiani | Take me as I am | Natjecanje je otkazano
- 2021.: Tornike Kipiani | You | 16. mjesto (PF)
- 2022.: Circus Mircus | Lock Me In | 18. mjesto (PF)
- 2023.: Iru | Echo | 12. mjesto (PF)
- 2024.: Nuca Buzaladze | Fighter | 21. mjesto
- 2025.: Miriam Šengelija | Freedom | 15. mjesto (PF)